# هیرو ماشیما
هیرو ماشیما (انگلیسی: Hiro Mashima؛ زاده ۳ مهٔ ۱۹۷۷) یک مانگاکا اهل ژاپن است. وی از سال ۱۹۹۸ میلادی تاکنون مشغول فعالیت بوده‌است. 